# كلايتون سانتوس
كلايتون سانتوس (مواليد 19 مارس 1993) لاعب كرة قدم برازيلي يجيد اللعب في الدفاع لعب سابقاً مع نادي حتا في دوري الخليج العربي الإماراتي . 

## روابط خارجية
- كلايتون سانتوس على موقع قاعدة بيانات كرة القدم.إي يو (الإنجليزية)
- كلايتون سانتوس على موقع Soccerway.com (الإنجليزية)